# Iglesia de San Jaime Apóstol (Oropesa del Mar)
La iglesia parroquial de San Jaime Apóstol, ubicada en la Manzana formada por las calles Goya y Pizarro, de Oropesa, en la comarca de la Plana Alta, es un edificio catalogado, de manera genérica, como Bien de Relevancia Local, según la Disposición Adicional Quinta de la Ley 5/2007, de 9 de febrero, de la Generalitat, de modificación de la Ley 4/1998, de 11 de junio, del Patrimonio Cultural Valenciano (DOCV Núm. 5.449 / 13/02/2007), con código: 12.05.085-002.
Pertenece a la Diócesis de Segorbe-Castellón.

## Historia
Oropesa del Mar ya presentaba población humana en la Edad de Piedra, pese a que los primeros documentos en los que se habla de ello son parte de la literatura romana, en los que se hace referencia a grandes contingentes de íberos que habitaban en esa zona de la costa. Esto está acorde con los restos arqueológicos de esa cultura descubiertos en el yacimiento arqueológico conocido como “Oropesa la Vella”.
Como en otras muchas zonas costeras del Mediterráneo, la población fue configurando la fisonomía de la zona de espaldas al mar, quizás debido a la presencia de piratas y hordas mercenarias de almorávides, que estuvieron asaltando la zona durante los primeros años del siglo XII, lo cual pudo ser el motivo de quedar prácticamente despoblado hasta la concesión la carta Puebla el 5 de abril de 1589.
En la carta Puebla se observa la preocupación por la construcción de una iglesia en la propia población, ya se habla de la necesidad de que los pobladores de la zona cuenten con lo necesario para realizar el “culto divino”. De esta forma Micer Gaspar Mascarós donó un edificio, que había sido utilizado como hostal, así como todos los ornamentos que se necesitaran y que anteriormente eran parte del patrimonio de la antigua iglesia que se construyó en el inicio de su existencia como población cristiana (tras la conquista por las de Jaime I el Conquistador), la cual se conservó como capilla de Nuestra Señora de la Defensa, con los ornamentos imprescindibles para poder celebrar y decir misa o bien hacer alguna con oficios.
En el edificio donado se estableció la que se llamaría parroquia de San Jaime, que durante siglos estuvo en ese lugar, hasta que en el año 1960 se llevó a cabo su traslado a un nuevo punto de la ciudad donde se elevó un templo de nueva construcción.
La actual iglesia se empezó a construir en 1965 por el reverendo Juan Bayarri, se concluyó su obra en 1971, bajo la dirección del reverendo Luis Gascó, según consta en una placa conmemorativa de estos hechos.